# Helsingborger Symphonieorchester

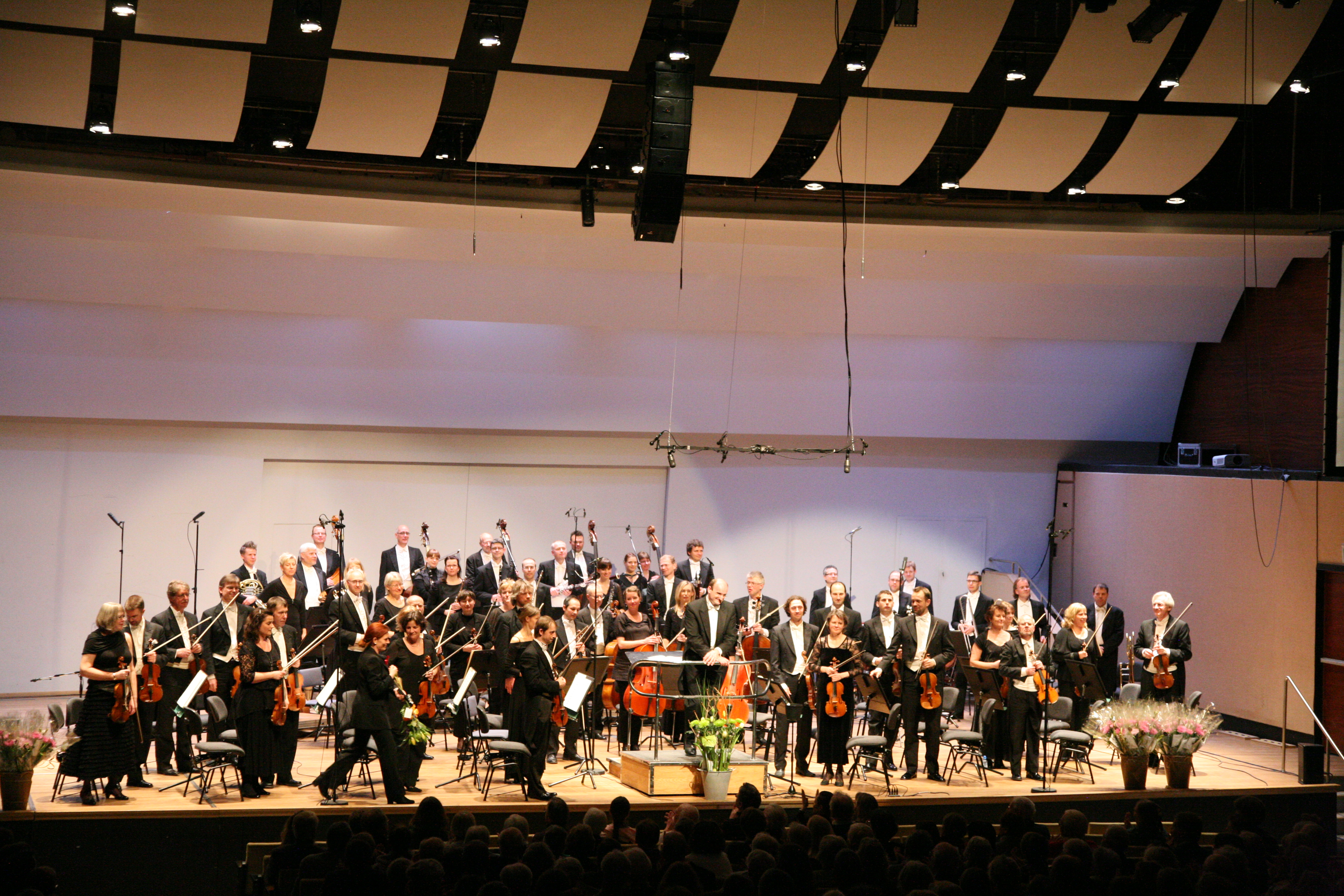
Das Orchester beim 100-jährigen Jubiläum 2012.

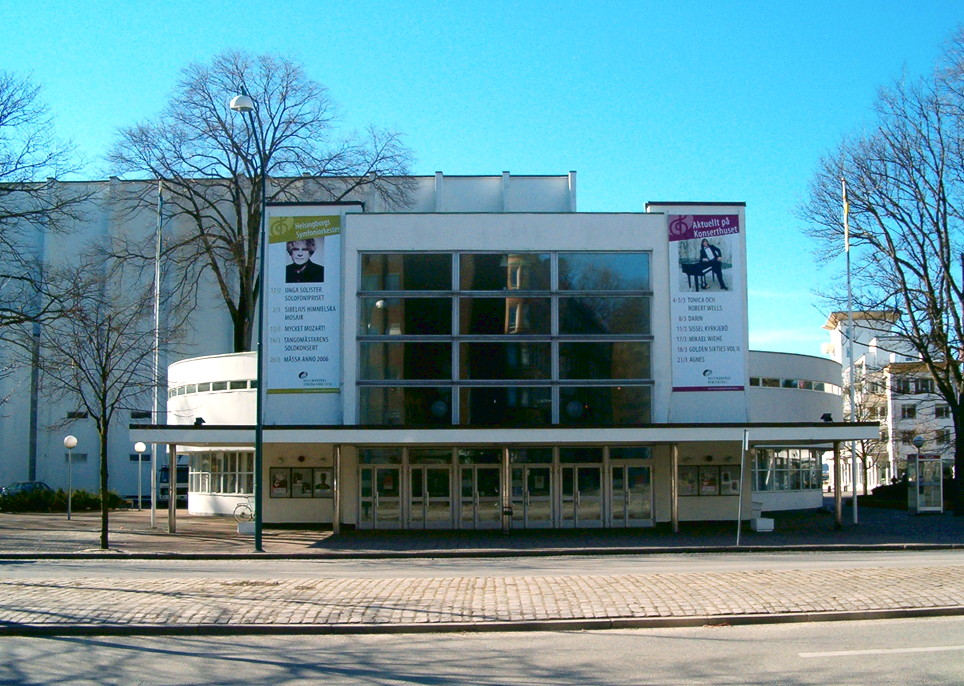
Konzerthaus Helsingborg

Das Helsingborger Symphonieorchester (schwedisch Helsingborgs symfoniorkester – HSO) ist in Helsingborg zu Hause. Das Orchester wurde 1911 gegründet und gehört so zu den älteren Orchestern in Schweden.

## Geschichte
In der ersten Hälfte des 19. Jahrhunderts gab es selten Konzerte in Helsingborg. Gelegentlich traten einige Ensemble an einem der Gesundheitsbrunnen der Stadt auf, entweder an der Sofia-Quelle oder in Ramlösa. Weiter trat gelegentlich der Musikchor des Husaren-Regiments im Freien auf. Ein Durchbruch für die Musik in der Stadt gelang 1885, als im Hotel Mollberg zwei Kammermusikkonzerte stattfanden. Die Konzerte wurden teilweise von einheimischen Musikern und teilweise von berühmten Solisten aus Kopenhagen aufgeführt und waren so erfolgreich, dass der große Saal des Hotels nicht ausreichte.
Diese Konzerte waren der Beginn einer organisierten Konzerttätigkeit, die 1896 in der Gründung des Helsingborger Musikvereins gipfelte. An der Gründung war  unter anderem der Dozent und Musikliebhaber Astolf Mozart Möller (1829–1925) beteiligt, wobei das Orchester überwiegend aus Musikern aus der Husaren-Musikabteilung bestand. Der 29-jährige Musikdirektor des Husarenregiments Schonen, Olof Lidner, wurde zum ersten Dirigenten und Musikdirektor ernannt. Lidner war ein guter Organisator musikalischer Darbietungen, und die von der Music Society organisierten Volkskonzerte beeindruckten die Stockholmer Musikakademie. Als die Akademie der Regierung vorschlug, welche Städte staatliche Zuschüsse für staatlich geförderte Sinfonieorchester erhalten sollten, gehörte Helsingborg daher zu den ausgewählten Städten.
Mit Hilfe von Regierungsbeiträgen wurde am 14. Juli 1911 der Nordwest-Schonen Orchesterverband mit Lidner als Dirigent gegründet. Die Anweisungen der Akademie für die neuen Sinfonieorchester besagten, dass ihre Aufgabe in erster Linie darin bestehe, „wertvolle Musik für die arbeitende Bevölkerung und andere Laien zur Verfügung zu stellen“. Dies war etwas, was der Orchesterverband durchführte, und so waren in seinem ersten Jahr 32 der 66 Konzerte Volkskonzerte und nur acht Sinfoniekonzerte. Da die Orchestervereinigung nicht über einen eigenen Konzertsaal verfügte, fanden die Konzerte an verschiedenen Orten statt. Bei Volkskonzerten wurde am häufigsten das Volkshaus oder das Auditorium der Schule genutzt, während die Symphoniekonzerte und im Stadttheater durchgeführt wurden.

## Das Orchester
Heute ist Spielort des Orchesters das Konzerthaus der Stadt.
Für die drei Spielzeiten 2014 bis 2017 war der schwedische Komponist Rolf Martinsson (* 1966) „Composer in Residence“. Davor war das die Schwedin Paula af Malmborg Ward (* 1962).
Das Orchester hat auf Plattenlabels wie Naxos und Dacapo Musik aufgenommen. Die von Naxos herausgegebenen „schwedischen Klassiker“ wurden 150.000 mal verkauft.
Ein Teil der Finanzierung des Symphonieorchesters stammt von Mitgliedern der „Freunde des Helsingborger Symphonyorchesters“ in Form von Mitgliedsbeiträgen, Geschenken und Sponsorenbeiträgen. Der Verein vergibt auch Beiträge an die Musiker des Orchesters. Der größte Teil der Mittel kommt von der Stadt Helsingborg, der Region Schonen und dem schwedischen Staat.

## Dirigenten
1. 1912–1939 – Olof Lidner (1867–1949)
2. 1939–1945 – Sten Frykberg (1910–1983)
3. 1945–1959 – Håkan von Eichwald (1908–1964)
4. 1959–1962 – Kein fester Dirigent
5. 1962–1969 – Sten-Åke Axelson (1906–1988)
6. 1969–1980 – John Frandsen
7. 1980–1990 – Hans-Peter Frank (* 1937)
8. 1991–1999 – Okko Kamu (* 1946)
9. 2002–2005 – Hannu Lintu (* 1967)
10. 2006–2014 – Andrew Manze (* 1965)
11. 2014–2020 – Stefan Solyom (* 1967)
12. 2024–     – Maxime Pascal (* 1985)